# Kirk M. Morri
Kirk M. Morri ist ein Filmeditor, der überwiegend an der Produktion von Horrorfilmen beteiligt war.

## Leben
Kirk M. Morri begann seine Karriere Mitte der 1980er Jahre bei diversen Film- und Fernsehproduktionen. Ab Mitte der 1990er Jahre war er als Schnittassistenz tätig. Bald übernahm er bei größeren Filmproduktionen wie Hellraiser V – Inferno, Mimic 2 und Children of the Corn: Revelation hauptverantwortlich den Schnitt. In den nächsten Jahren schnitt Morri ausschließlich Horrorfilme. Mit Insidious begann eine langjährige Zusammenarbeit mit Regisseur James Wan. Beide arbeiteten gemeinsam an Filmen wie Conjuring – Die Heimsuchung, Insidious: Chapter 2, Fast & Furious 7, Conjuring 2, Aquaman und Aquaman: Lost Kingdom. Der Schnitt von Fast & Furious 7 und Aquaman brachte ihm 2016 und 2019 jeweils eine Nominierung für den Saturn Award für den besten Schnitt ein.

## Filmografie (Auswahl)
- 1996: Dome 4 (Assault on Dome 4, Fernsehfilm)
- 2000: Hellraiser V – Inferno (Hellraiser: Inferno)
- 2001: Mimic 2
- 2001: Children of the Corn: Revelation
- 2003: Mimic 3: Sentinel
- 2005: God’s Army IV – Die Offenbarung (The Prophecy: Uprising)
- 2005: God’s Army V – Die Apokalypse (The Prophecy: Forsaken)
- 2005: Feast
- 2006: Pulse – Du bist tot, bevor Du stirbst (Pulse)
- 2007: Amok – He Was a Quiet Man (He Was a Quiet Man)
- 2007: The Hills Have Eyes 2
- 2007: Uncle P
- 2008: Pulse 2: Afterlife
- 2008: Pulse 3
- 2009: Feast III: The Happy Finish
- 2009: Im Kreis der Acht (Circle of Eight)
- 2010: Gun
- 2010: Insidious
- 2011: All Things Fall Apart – Wenn alles zerfällt … (All Things Fall Apart)
- 2012: Piranha 2 (Piranha 3DD)
- 2012: Freelancers
- 2013: Detour – Gefährliche Umleitung (Detour)
- 2013: Conjuring – Die Heimsuchung (The Conjuring)
- 2013: Insidious: Chapter 2
- 2015: Fast & Furious 7 (Furious 7)
- 2016: Conjuring 2 (The Conjuring 2)
- 2016: Lights Out
- 2018: Aquaman
- 2019: Annabelle 3 (Annabelle Comes Home)
- 2021: Malignant
- 2023: Aquaman: Lost Kingdom (Aquaman and the Lost Kingdom)